# Dmitro Višneveckij
Dmitro Ivanovič Višneveckij (ukr. Дмитро Іванович Вишневецький, pol. Dymitr Wiśniowiecki); (1527. – 1563.) je jedan od prvih istaknutih ukrajinskih hetmana, pripadnik utjecajne plemićke obitelji iz ukrajinske regije Volinj koja je bila u krvnom srodstvu s tadašnjim poljsko-litavskim plemićkim dinastijama Koribut i Gedimini. 
Višneveckij se smatra jednom od prvih osoba koja je povela politiku oslobođenja ukrajinskog teritorija od poljske i litavske vlasti. Ujedno je osnovao neovisno ukrajinsko političko i društveno središte Mala Horticja u samom središtu Ukrajine kako bi poveo rat protiv tatarskih hordi koje su se zadržale na poluotoku Krimu. Na mjestu Mala Horticja kasnije će se formirati Zaporoška Sič odnosno ukrajinsko društveno-političko središte iz 17. stoljeća.

## Politička biografija
Dmitro Višneveckij svoju istaknutu političku karijeru gradi nakon 1550. kao izabrani starješina Čerkaškog i Kanivskog kotara. Tada ujedno formira ukrajinsku kozačku vojsku kako bi zaštito južne prostore Ukrajine i Rusije od čestih upada Tatara koji su svoje središte imali na poluotoku Krimu. Nakon uspješnih borbi protiv Tatara, Višneveckij stječe veliki ugled na dvorevima u Moskvi i Varšavi te zagovara objedinjavanje poljsko-litavske, ruske i ukrajinske vojske kako bi se Tatari protjerali s inače slabo naseljenih južnih prostora današnje Ukrajine i Rusije. Kako je Poljska carsku Rusiju doživljavala većom prijetnjom od Tatara, ti se planovi Višneveckog nikada nisu realizirali.   
Godine 1556. Višneveckij je pomogao ruskog cara Ivana IV. u borbi protiv Tatara te je oslobodio velike prostore južne Rusije nakon čega je bio nagrađen većim imanjima na oslobođenim prostorima. U sljedećem razdoblju njegov život je obilježen avanturističkim borbama na širem prostoru sjevernih granica Osmanskog Carstva pa tako i u susjednoj Moldaviji. U oslabljenoj Moldaviji je želio preuzeti političku vlast, ali su ga ondje u sukobima Turci zarobili i potom mučili, odvukavši ga do Carigrada gdje je konačno i umro. Iza Višneveckog je ostala jaka ideja stvaranja neovisne ukrajinske vojske koja bi protjerala tatarsku vojsku s južnih crnomorskih i azovskih prostora Ukrajine i Rusije što se manifestiralo u politici svih sljedećih ukrajinskih hetmana.

## Vanjske poveznice
- Biografija Dmitra Višneveckog (eng.)
- Biografija Dmitra Višneveckog (rus.)  Arhivirana inačica izvorne stranice od 6. siječnja 2010. (Wayback Machine)
- Muzej Mala Horticja i Zaporoška Sič